# Hope Davis
Hope Davis (Englewood (New Jersey), 23 maart 1964) is een Amerikaanse actrice.

## Biografie
Davis werd geboren in Englewood (New Jersey) in een gezin van drie kinderen. Zij doorliep de high school aan de Tenafly High School in Tenafly waar zij begon met haar acteercarrière in toneelstukken. Hierna ging zij studeren aan de Vassar College in Poughkeepsie waar zij in 1986 haar diploma haalde.
Davis verscheen in 1990 voor het eerst op het grote scherm in de sciencefiction-film Flatliners. Hierna heeft zij nog meer dan 60 rollen gespeeld in films en televisieseries zoals Kiss of Death (1995), Arlington Road (1999), Hearts in Atlantis (2001), About Schmidt (2002), American Splendor (2003), The Weather Man (2006), The Newsroom (2012-2013) en Succession (2021-2023).

## Filmografie

### Films
Uitgezonderd korte films.
- 2025: The Mastermind - als Sarah Mooney
- 2025: The Phoenician Scheme - als moeder overste
- 2023: Asteroid City - als Sandy Borden
- 2020: Greenland - als Judy Vento
- 2017: Rebel in the Rye - als Miriam
- 2016: Captain America: Civil War – Maria Stark
- 2015: Wild Card – Cassandra
- 2013: The Ordained – Packy
- 2013: Louder Than Words – Brenda Fareri
- 2012: Disconnect – Lydia Boyd
- 2011: Real Steel – tante Debra
- 2011: The Family Tree – Bunnie Burnett
- 2011: Spring/Fall – Eden
- 2011: The Miraculous Year – Mandy Vance
- 2010: The Special Relationship – Hillary Clinton
- 2009: The Lodger – Ellen Bunting
- 2008: Genova – Marianne
- 2008: Synecdoche, New York –als Madeleine Gravis
- 2007: Charlie Bartlett – Marilyn Bartlett
- 2007: The Nines – Sarah / Susan / Sierra
- 2006: The Hoax – Andrea Tate
- 2006: Infamous – Slim Keith
- 2005: The Weather Man – Noreen
- 2005: Proof – Claire
- 2005: Duma – Kristin
- 2005: The Matador – Carolyn Wright
- 2003: American Splendor – Joyce Brabner
- 2002: The Secret Lives of Dentists – Dana Hurst
- 2002: About Schmidt – Jeannie Schmidt
- 2001: Hearts in Atlantis – Liz Garfield
- 2001: Final – Dr. Ann Johnson
- 2000: Joe Gould's Secret – Therese Mitchell
- 1999: Mumford – Sofie Crisp
- 1999: Arlington Road – Brooke Wolfe
- 1998: The Impostors – Emily Essendine
- 1998: Next Stop Wonderland – Erin Castleton
- 1997: Guy – Camera
- 1997: The Myth of Fingerprints –  Margaret
- 1996: Mr. Wrong – Annie
- 1996: The Daytrippers – Eliza Malone D'Amico
- 1995: Kiss of Death – vriendin van junior
- 1995: Run for Cover – secretaresse van Prescott
- 1990: Home Alone – Franse ticketverkoopster
- 1990: Flatliners – Anne Coldren

### Televisieseries
Uitgezonderd eenmalige gastrollen.
- 2020-2023: Your Honor - Gina Baxter (20 afl.)
- 2021-2023: Succession - als Sandi Furness (7 afl.)
- 2020: Love Life - als Claudia Hoffman (6 afl.)
- 2018-2019: Strange Angel - Ruth Parsons (7 afl.)
- 2018-2019: For the People - Jill Carlan (20 afl.)
- 2015–2016: Wayward Pines – Megan Fisher (14 afl.)
- 2016: American Crime – Steph Sullivan (7 afl.)
- 2015: Allegiance – Katya O'Connor (13 afl.)
- 2012–2013: The Newsroom – Nina Howard (5 afl.)
- 2011: Mildred Pierce – Mrs. Forrester (3 afl.)
- 2009: In Treatment – Mia Nesky (7 afl.)
- 2006–2007: Six Degrees – Laura Morgan (13 afl.)
- 2000–2001: Deadline – Brooke Benton (13 afl.)

- Bibsys: 4097299
- Biblioteca Nacional de España: XX1366539
- Bibliothèque nationale de France: cb144464792 (data)
- Catàleg d'autoritats de noms i títols de Catalunya: 981058509215906706
- Gemeinsame Normdatei: 142021261
- International Standard Name Identifier: 0000 0001 1591 6810
- Library of Congress Control Number: no00066901
- MusicBrainz: 0634a947-c411-48d3-933e-ff01ac51a449
- Nationale Bibliotheek van Tsjechië: xx0050279
- Nationale Bibliotheek van Israël: 987007314489105171
- Nationale Bibliotheek van Polen: a0000001602134
- Nederlandse Thesaurus van Auteursnamen: 162539371
- Système universitaire de documentation: 080455670
- Virtual International Authority File: 7608214
- WorldCat: E39PBJhd6mqKfBHGt33wxJRdwC